# Sou Met
Sou Met, dit Ta Met, né en 1937 et mort le 14 juin 2013,, était le responsable des forces aériennes du Kampuchéa démocratique.
À ce titre il était proche du premier cercle du pouvoir khmer rouge dans les années 1970-1980.Rallié au régime de Hun Sen dans les années 1990, il poursuit sa carrière dans les Forces armées royales du Cambodge. Dans les années 2000, il est mis en cause dans le cadre du dossier 003 ouvert par les Chambres extraordinaires au sein des tribunaux cambodgiens, pour sa participation aux purges au sein du régime Khmer rouge. Ce dossier est clos sans suite en 2011 sous la pression du gouvernement cambodgien.

## Un haut cadre militaire Khmer rouge
Sou Met est le fils d'un cadre Khmer rouge, Ma Mang alias Pang, qui était secrétaire de la Zone sud-ouest entre 1963 et 1968. Il rejoint celle-ci dans les années 1970 et prend part à la prise de l'aéroport de Pochentong en avril 1975.
Protégé de Ta Mok qui prend le contrôle de la Zone sud-ouest en 1968, il est nommé en avril 1975 à la tête de la 502e division de l’Armée révolutionnaire du Kampuchéa (ARK) constituée après la prise de Phnom Penh, ainsi que des Forces aériennes, sous les ordres directs de Son Sen. Devenu membre du Comité central en novembre 1978 et du Bureau permanent de l'état-major général de l'ARK, il prend part aux décisions prises au sommet. Il est notamment impliqué dans les purges de l'ARK à partir de 1976 et dans l'envoi à Tuol Sleng (S-21) d'une centaine d'officiers et de soldats de la 502e division,,,. 
Après la chute du régime en 1979, il reste un temps membre de l'État fictif maintenu par les khmers rouges, avec rang de ministre, appartenant ainsi à la seconde génération de leaders du mouvement.

## Une carrière poursuivie dans les Forces armées royales du Cambodge
Ayant rallié les Forces armées royales du Cambodge (FARC) en 1996, il devient commandant en chef adjoint des FARC de la région 5 en 2006. 

## La mise en cause avortée par les Chambres extraordinaires au sein des tribunaux cambodgiens
Le dossier 003 ouvert en 2009 devant les Chambres extraordinaires au sein des tribunaux cambodgiens implique Sou Met et Meas Muth, pour crimes contre l'humanité et crimes de guerre. Il est l'un des éléments de la crise advenue en 2011 au sein de ce tribunal international déjà difficilement mis en place pour juger des crimes contre l'humanité du régime Khmer rouge, lorsque les investigations sont closes par les juges d'instruction You Bunleng et Siegfried Blunk, malgré l'opposition du procureur Andrew Cayley. Human Rights Watch dénonce alors une enquête menée « sans avoir notifié les suspects, ni interrogé certains témoins-clé, ou encore mené des recherches sur les lieux des crimes », ainsi que les pressions exercées en ce sens par le gouvernement Hun Sen,.